# Soriška Planina
Soriška Planina est une station de ski de très petite taille, située près de Zgornja Sorica dans la région de Haute-Carniole, dans le nord-ouest de la Slovénie.
Elle est située au niveau du col qui relie Bohinj à Podbrda.
Le dénivelé total est certes limité à moins de 240 mètres, le domaine skiable est toutefois - principalement du fait de sa hauteur et de sa proximité avec le massif du Triglav - relativement bien enneigé naturellement.